# FLEMA Media Awards
FLEMA Media Awards (zkráceně nazývána FLEMA) je soutěž, která probíhá každoročně v Česku a na Slovensku a oceňuje nejlepší mediální kampaně.
Soutěž se zaměřuje na zajímavá a inovativní mediální řešení kampaní a neobvyklé využití tradičních komunikačních kanálů. Je určena profesionálům z oboru médií – jak ze strany zadavatelů reklamy, tak ze strany mediálních agentur a samotných médií. Pořadatelem soutěže je společnost FLEMEDIA, která se zabývá mediálním auditem v oblasti médií a reklamy pro Českou a Slovenskou republiku. První ročník soutěže proběhl v roce 2006.

## Doprovodné aktivity
Soutěž FLEMA zahrnuje několik aktivit, které doplňují a podporují myšlenku soutěže. Mezinárodní konference „FLEMA Media Conference“ se koná v září. Tematicky se drží hlavní myšlenky soutěže – tou je kreativita ve využití médií, trendy v komunikaci, kreativní plánování a efektivita. Program je určen marketingovým a komunikačním ředitelům a manažerům.
Galavečer, kterým vrcholí soutěž, probíhá ve druhé půlce října. Jsou zde slavnostně vyhlášeni vítězové a předána ocenění. Vyhlášení je spojeno se zajímavým společenským programem.
Závěrečná publikace FLEMA vychází začátkem listopadu, v nákladu 1000 výtisků. Publikace představuje vítězné kampaně, průběh celé soutěže a její aktivity a obsahuje také články k tématu kreativity a efektivity a nových možností využití médií. Je distribuována přímo na databázi marketingových a komunikačních ředitelů v ČR a na Slovensku.

## Soutěžní kategorie a ocenění
Soutěžní kategorie jsou rozděleny do čtyř skupin – dle mediatypu, media&insight, průřezové a speciální.
Dle mediatypu
- Nejlepší využití TV
- Nejlepší využití rádia
- Nejlepší využití tisku
- Nejlepší využití OOH
- Nejlepší využití digitálních médií

Media&Insight
- Nejlepší využití multi-screeningu
- Nejlepší využití dat
- Nejlepší využití real-time marketingu
- Nejlepší využití influencera
- Nejlepší využití engagementu
- Nejlepší lokální exekuce globální kampaně

Průřezové kategorie
- Nejlepší malá kampaň
- Nejlepší velká kampaň

Speciální kategorie
- Nejodvážnější počin

### Ocenění
- Inovativní zadavatel
- Inovativní agentura

Ocenění Inovativní zadavatel a Inovativní agentura získává ten zadavatel a ta agentura, jejichž kampaně získají v soutěží nejvíce ocenění.
- Grand Prix – Grand Prix se uděluje té z vítězných kampaní v některé z kategorií, která získala nejvíce bodů od poroty v prvním kole.

## Způsob hodnocení
Soutěžní porota je sestavena z předních českých a slovenských odborníků z agentur, medií a od zadavatelů. Hodnocení soutěžních prací probíhá ve dvou kolech a zaměřuje se primárně na kvalitu a inovativnost mediálního nápadu, jeho realizaci a přínos. 

### První kolo poroty
V prvním kole hodnotí cca 100 porotců individuálně prostřednictvím internetové aplikace. Z hodnocení každého porotce jsou vyjmuty kampaně, na nichž se podílela jeho společnost nebo agentura. Porotci u prací hodnotí několik parametrů na škále 1–5 jako ve škole. Na konci prvního kola se všechny body sečtou a vytvoří se pořadí, na základě nějž jsou určeny práce, které postupují na shortlist v příslušné kategorii.

### Druhé kolo poroty
V druhém kole hodnotí 20 porotců na společném zasedání a rozhodnou o vítězích v jednotlivých kategoriích. Vítězná práce musí získat nadpoloviční většinu hlasů porotců.

### Kritéria  hodnocení
Ve všech kategoriích se hodnotí podle těchto kritérií:
- 35 % – Big idea
- 35 % – Strategie
- 20 % – Realizace
- 10 % – Výsledek

## Podmínky soutěže
Přihlásit kampaň do soutěže kdokoli, kdo se podílel na její tvorbě (tzn. mediální agentura, reklamní agentura, zadavatel reklamy, médium). Soutěžit v daném roce mohou vždy práce, které byly realizovány v ČR nebo SK v období od 1. ledna předchozího roku do 30. června příslušného roku konání soutěže. Do soutěže nemůže být přihlášena ta práce, která soutěžila v minulých ročnících s výjimkou případu, kdy soutěžila jiná část kampaně.

## Historie
První ročník proběhl v roce 2006 a od té doby se soutěž výrazně posunula. K původním sedmi soutěžním kategoriím Nejlepší kampaň, Nejlepší malá kampaň, Nejlepší využití TV, Nejlepší využití tisku, Nejlepší využití rádia, Nejlepší využití OOH a Nejlepší využití digitálních médií přibyla v roce 2007 kategorie Nejlepší využití kinoreklamy a začaly se udělovat ceny Grand Prix, Inovativní klient, Inovativní agentura.
V roce 2007 poprvé proběhla mezinárodní konference, která svým zaměřením na inovativní využití médií podporuje hlavní téma soutěže. Od roku 2008 se také mohly začít přihlašovat i kampaně ze Slovenska. U příležitosti 10. výročí bylo předáno speciální ocenění Česká agentura desetiletí a Slovenská agentura desetiletí.
V roce 2018 došlo k výraznému navýšení soutěžních kategorií, přibyly kategorie Media&Insight a Speciální kategorie – Nejodvážnější počin. Zrušena byla kategorie Nejlepší využití kinoreklamy.
Během dosavadních ročníků FLEMA Media Awards už soutěžilo cca 800 kampaní. Všechny jsou k nalezení v on-line archivu soutěžních prací.